# Mike Karchut
Mike Karchut (* 27. April 1944 in Delmenhorst) ist ein ehemaliger US-amerikanischer Gewichtheber.

## Werdegang
Mike Karchut war einer der US-amerikanischen Gewichtheber, die in den 1960er Jahren nicht mehr in New York oder in Kalifornien heranwuchsen, sondern im Mittleren Westen. In Chicago begann er 1960 als Autodidakt mit dem Gewichtheben und holte sich seine Trainingshinweise aus der populären Kraftsportzeitschrift "Strength & Health". Später trainierte er im berühmten YMCA-Duncan-Gym. 1965 belegte er den ersten Platz bei den US-amer. Juniorenmeisterschaften im Mittelgewicht mit 382,5 kg. Das war sein erster wichtiger Wettkampf. Nachdem er den Sprung in das US-Nationalteam geschafft hatte, wurde er im "Sayre-Park"-Club von Mihály Huszka trainiert, dem ehemaligen ungarischen Weltklassegewichtheber, der über Österreich in die USA emigriert war und eine ganze Reihe von jungen amerikanischen Gewichthebern unter seinen Fittichen hatte. Mike Karchut, der ein brillanter Techniker war, gewann bei Weltmeisterschaften immerhin fünf Medaillen. Eine goldene war jedoch nicht dabei.
Nach seiner Zeit als aktiver Gewichtheber betrieb Mike Karchut "Mike’s Gym", ein regionales Trainings-Center für Gewichtheben.

## Internationale Erfolge/Mehrkampf
(OS = Olympische Spiele, WM = Weltmeisterschaft, Ls = Leichtschwergewicht, damals bis 82,5 kg Körpergewicht, Ms = Mittelschwergewicht, damals bis 90 kg Körpergewicht, Wettbewerbe bis 1972 im olympischen Dreikampf, bestehend aus Drücken, Reißen und Stoßen, ab 1973 im Zweikampf, bestehend aus Reißen und Stoßen)
- 1969, unplatziert, WM in Warschau, Ls, nach 3 Fehlversuchen im Reißen;
- 1970, 4. Platz, WM in Columbus/USA, Ls, mit 480 kg, hinter Gennadi Iwantschenko, UdSSR, 505 kg, Norbert Ozimek, Polen, 482,5 kg und David Rigert, UdSSR, 482,5 kg;
- 1971, 1. Platz, PanAm Games in Cali, Ls, mit 472,5 kg, vor Juan Curbelo, Kuba, 460 kg und Angel Pagan, Puerto Rico, 432,5 kg;
- 1971, 4. Platz, WM in Lima, Ls, mit 480 kg, hinter Boris Pawlow, UdSSR, 495 kg, Kaarlo Kangasniemi, Finnland, 490 kg und György Horváth, Ungarn, 482,5 kg;
- 1972, unplatziert, OS in München, Ls, Aufgabe im Stoßen wegen Verletzung;
- 1973, 8. Platz, WM in Havanna, Ls, mit 322,5 kg, Sieger: Wladimir Ryschenkow, UdSSR, 350 kg vor Frank Zielecke, DDR, 347,5 kg

## Medaillen Einzeldisziplinen
(alle im Leichtschwergewicht erkämpft)
- WM-Silbermedaillen: 1971, Reißen, 145 kg – 1971, Stoßen, 182,5 kg,
- WM-Bronzemedaillen: 1970, Drücken, 155 kg – 1970, Stoßen, 182,5 kg – 1972, Reißen, 145 kg
- PanAm-Games-Goldmedaillen: 1971, Drücken, 150 kg – 1971, Reißen, 142,5 kg – 1971, Stoßen, 180 kg

## USA-Meisterschaften
- 1967, 4. Platz, Mi, mit 397,5 kg, hinter Russell Knipp, 432,5 kg, Anthony Garcy, 412,5 kg und Peter Rawluk, 397,5 kg;
- 1968, 2. Platz, Mi, mit 420 kg, hinter Knipp, 432,5 kg und vor Rawluk, 420 kg;
- 1969, 1. Platz, Ls, mit 470 kg, vor Knipp, 462,5 kg und Patrick Holbrook, 440 kg;
- 1970, 1. Platz, Ls, mit 480 kg, vor Joe Puleo, 480 kg und Holbrook, 472,5 kg;
- 1971, 1. Platz, Ls, mit 457,5 kg, vor Sam Bigler, 445 kg und Rawluk, 437,5 kg;
- 1972, 1. Platz, Ls, mit 472,5 kg, vor Tom Hirtz, 445 kg und Rawluk, 440 kg;
- 1973, 1. Platz, Ls, mit 315 kg, vor Art Drechsler, 307,5 kg und Rawluk, 307,5 kg;
- 1974, 2. Platz, Ms, mit 332,5 kg, hinter Phil Grippaldi, 342,5 kg und vor Mark Cameron, 330 kg;
- 1975, 1. Platz, Ms, mit 340 kg, vor Frank Capsouras, 325 kg und Bob Giordano, 302,5 kg;
- 1978, 1. Platz, Ls, mit 327,5 kg, vor Jim Napier, 317,5 kg und Lou Mucardo, 307,5 kg;
- 1979, 2. Platz, Ls, mit 312,5 kg, hinter Hirtz, 317,5 kg und vor Pete Cline, 297,5 kg;
- 1980, 1. Platz, Ls, mit 327,5 kg, vor Michael Cohen, 325 kg und Hirtz, 322,5 kg;
- 1983, 4. Platz, hinter Cohen, 352,5 kg, Kevin Winter, 352,5 kg und Val Balison, 347,5 kg